# Monolena
Monolena é um género botânico pertencente à família Melastomataceae.